# Megachile timida
Megachile timida är en biart som beskrevs av Mitchell 1930. Megachile timida ingår i släktet tapetserarbin, och familjen buksamlarbin. Inga underarter finns listade i Catalogue of Life.